# Нено
Нено е провинция е в южната част на Малави, площта е 1561 км², а населението (по преброяване от септември 2018 г.) е 138 291 души. Населението е около 80 000 души. Нено е създадена през 2003 г., когато област Мванза се разделя на 2 отделни области – Нено и Мванза.